# Zarzuty ludobójstwa Ukraińców podczas rosyjskiej inwazji na Ukrainę w 2022 roku
14 kwietnia 2022 r. Rada Najwyższa Ukrainy uznała działania Federacji Rosyjskiej w czasie zbrojnej agresji Federacji Rosyjskiej na Ukrainę za ukraińskie ludobójstwo. Parlament Ukrainy zaapelował do społeczności międzynarodowej o uznanie rosyjskiego ludobójstwa na Ukrainie, a także zbrodni przeciwko ludzkości i zbrodni wojennych na Ukrainie.

## Historia
Pod koniec marca, przed wycofaniem wojsk rosyjskich z Kijowa, prokurator generalna Ukrainy Iryna Wenediktowa stwierdziła, że ukraińscy prokuratorzy zebrali dowody w sprawie 2500 podejrzanych o zbrodnie wojenne popełnione przez Rosję podczas inwazji i zidentyfikowali „kilkuset podejrzanych”. Matilda Bogner, szefowa Misji Obserwacyjnej Praw Człowieka ONZ na Ukrainie, również wyraziła zaniepokojenie dokładną dokumentacją ofiar cywilnych, szczególnie w regionach i miastach pod ciężkim ostrzałem, podkreślając brak prądu i niezawodnej komunikacji. Ostatecznie w marcu 2023 Rada Praw Człowieka ONZ stwierdziła, że nie znalazła dowodów na to, że Rosja przeprowadza na Ukrainie ludobójstwo.
W rozmowie z Bildem burmistrz Kijowa Witalij Kłyczko powiedział, że „to, co wydarzyło się w Buczy i innych przedmieściach Kijowa, można określić jedynie jako ludobójstwo” i oskarżył prezydenta Rosji Władimira Putina o zbrodnie wojenne. Prezydent Zełenskij odwiedził ten obszar 4 kwietnia 2022 r., aby pokazać dziennikarzom i światu okrucieństwa w Buczy.
Ludmyła Denisowa, komisarz ds. praw człowieka na Ukrainie, stwierdziła, że przemoc seksualna wobec ludności cywilnej została wykorzystana przez rosyjskich żołnierzy w ramach tego, co nazwała „ludobójstwem narodu ukraińskiego”. Według Denisowej, według stanu na 6 kwietnia 2022 roku, na specjalną linię telefoniczną odebrano co najmniej 25 zgłoszeń o gwałceniu kobiet i dziewcząt z Buczy w wieku od 14 do 24 lat.
W czasie zakrojonej na szeroką skalę inwazji Rosji na Ukrainę, kiedy wyszły na jaw ofiary masakry w obwodzie kijowskim, na stronie rosyjskiej państwowej agencji informacyjnej RIA Nowosti ukazał się artykuł „Co Rosja powinna zrobić z Ukrainą”, postrzegany jako usprawiedliwienie ludobójstwa na Ukrainie. Tekst wzywa do represji, deukrainizacji, deeuropeizacji i etnocydu Ukraińców. Zdaniem eksperta z Oksfordu od spraw rosyjskich Samuela Ramaniego, artykuł „reprezentuje mainstreamowe myślenie Kremla”. Według Euractiv, Siergiejew jest „jednym z ideologów współczesnego rosyjskiego faszyzmu”. Szef łotewskiego MSZ Edgars Rinkēvičs nazwał artykuł „zwykłym faszyzmem”. 14 kwietnia 2022 r. Rada Najwyższa Ukrainy uznała działania Federacji Rosyjskiej w czasie zbrojnej agresji Federacji Rosyjskiej na Ukrainę, która rozpoczęła się 24 lutego 2022 r., za ludobójstwo na Ukrainie. Wskazuje się, że akty ludobójstwa w działaniach Rosji przejawiają się w szczególności w dokonywaniu masowych zbrodni w miastach Bucza, Borodzianka, Hostomel, Irpień i innych.

### Reakcje
Podsekretarz Stanu USA ds. Politycznych Victoria Nuland powiedziała, że istnieje duże prawdopodobieństwo, że Stany Zjednoczone oficjalnie uznają działania Federacji Rosyjskiej za ludobójstwo po przemówieniu prezydenta Stanów Zjednoczonych Joego Bidena, w którym nazwał inwazję ludobójstwem. Były prezydent Donald Trump dołączył do prezydenta Bidena, nazywając wojnę Rosji na Ukrainie „ludobójstwem”. Prezydent Kolumbii Iván Duque poparł Joego Bidena i nazwał ludobójstwo to, co dzieje się na Ukrainie.
Prezydent Polski Andrzej Duda uważa działania Federacji Rosyjskiej za ludobójstwo.
Premier Kanady Justin Trudeau uważa, że słuszne jest, że coraz więcej polityków, mówiąc o wojnie Rosji z Ukrainą, używa słowa „ludobójstwo”, mimo że istnieje formalny proces definiowania ludobójstwa.
Ukraiński Światowy Kongres (UWC) wezwał NATO do natychmiastowego dostarczenia Kijowowi ciężkiej broni ofensywnej potrzebnej do zakończenia ludobójstwa Ukraińców przez Rosję.
Prezydent Francji Emmanuel Macron nazwał działania Rosji na Ukrainie zbrodnią wojenną, ale odmówił rozmowy o ludobójstwie i powiedział, że „Ukraińcy i Rosjanie to bracia”. Prezydent Ukrainy Wołodymyr Zełenski nazwał słowa Macrona bardzo bolesnymi i obiecał przedyskutować z nim tę kwestię.
Premier Wielkiej Brytanii Boris Johnson powiedział, że dowody zbrodni na ludności cywilnej w Buczy nie wyglądają na „dalekie od ludobójstwa”. Komisja Spraw Zagranicznych litewskiego parlamentu wezwała społeczność międzynarodową do potępienia zbrodni wojennych popełnionych przez Rosję i uznania ich za ludobójstwo. Premier Łotwy Arturs Krišjānis Kariņš uważa, że działania Rosji na Ukrainie odpowiadają koncepcji „ludobójstwa”, „według wszelkich wskazań Rosja próbuje zniszczyć naród ukraiński. Moim zdaniem to ludobójstwo” – powiedział Kariņš.

## Uznanie na arenie międzynarodowej

Kraje, które oficjalnie uznały działania Federacji Rosyjskiej podczas inwazji na Ukrainę w 2022 r. za akt ludobójstwa (2022)

Lista państw, które uznały działania wojsk Federacji Rosyjskiej, popełnione na terytorium Ukrainy podczas otwartej inwazji, za ludobójstwo narodu ukraińskiego:
- Polska[32]
- Litwa[33]
- Ukraina[34]
- Estonia[35]
- Łotwa[36]
- Kanada[37]
- Czechy[38]
- Irlandia[39]

### Polska
23 marca 2022 Sejm RP podjął uchwałę w sprawie popełniania przez Rosję zbrodni wojennych, zbrodni przeciwko ludzkości i łamania praw człowieka na terytorium Ukrainy. Zgodnie z rezolucją Polska potępiła akty ludobójstwa i inne naruszenia prawa międzynarodowego popełnione przez wojska rosyjskie na terytorium Ukrainy. Rezolucja stwierdza, że zbrodnie te zostały popełnione „na rozkaz dowódców wojskowych pod bezpośrednim zwierzchnictwem prezydenta Władimira Putina”.

### Ukraina
14 kwietnia 2022 Rada Najwyższa Ukrainy przyjęła rezolucję „O ludobójstwie Federacji Rosyjskiej na Ukrainie”, w której uznaje działania wojsk rosyjskich i rosyjskiego kierownictwa na Ukrainie za ludobójstwo narodu ukraińskiego. Zgodnie z oświadczeniem Rady Najwyższej w sprawie uchwały, akty ludobójstwa w działaniach Federacji Rosyjskiej przejawiają się w następujący sposób:
- masowych okrucieństw popełnianych przez wojska rosyjskie na czasowo okupowanych terytoriach
- systematyczne przypadki zabójstw z premedytacją ludności cywilnej
- masowe deportacje ludności cywilnej
- relokacja ukraińskich dzieci migrantów do systemu edukacji Federacji Rosyjskiej
- zajęcie i celowe niszczenie infrastruktury gospodarczej,
- systematyczne działania Federacji Rosyjskiej, mające na celu stopniowe niszczenie narodu ukraińskiego

### Estonia
21 kwietnia 2022 uchwała o ludobójstwie narodu ukraińskiego dokonanym przez wojska rosyjskie została jednogłośnie zatwierdzona przez parlament estoński.

### Łotwa
21 kwietnia łotewski Sejm jednogłośnie uznał działania wojsk rosyjskich za ludobójstwo narodu ukraińskiego.